# 第二韋爾希納
47°13′35″N 36°30′11″E / 47.22639°N 36.50306°E
第二韋爾希納（烏克蘭語：Вершина Друга）是位於烏克蘭東南部的村莊，由扎波羅熱州波洛希區的斯米爾諾韋市鎮負責管轄。該村面積4.34平方公里，海拔高度209米，2001年人口681，人口密度每平方公里156.91人。